# 公図
公図（こうず）とは、登記所が保管している「旧土地台帳附属地図」である。土地の境界や位置、地番などを示しており、「地図に準ずる図面」（不動産登記法第14条第4項）として扱われている。
登記所に備え付ける土地の図面は、本来、現代の測量技術に基づく精度の高い図面であることが求められる。不動産登記法第14条第1項にいう「地図」（法14条1項地図、登記所備付地図）は地籍調査（国土調査）により作成される精度の高い図面である。
しかしながら、全国的に地籍調査を実施するには多大な時間がかかるため、従来の「土地台帳」にて使用されてきた精度の低い「土地台帳附属地図」を「地図に準ずる図面」として扱っている。これがいわゆる「公図」である。多くは明治の地租改正の際に作成された「字限図」（改租図）やそれを更生した「地押図」が元になっている。「公図」という言葉は法令に定義されている訳ではないが、改租図や地押図などを指して古くから使われてきた用語である。
なお、広義で「法第14条1項地図」と「地図に準ずる図面」を総称して「公図」としていることもある。

## 字限図、土地台帳附属地図
明治時代初期の地租改正により、収税を作物の生産高ではなく土地自体に課すことになり、全国的に土地調査、測量、地価の確定が行われた。まず一筆ごとの図面を作成し、これをつなぎ合わせ、字（あざ）単位にまとめた字限図（あざきりず、あざかぎりず）が作成された。字限図は村の人々が作成し、これを政府の官吏が検査した。図面の作成目的が租税徴収であることが知られていたため、実際の面積より小さく測って記載される（いわゆる縄伸び）など、正確さに欠けるものであった。当時の測量は、地元村民が1間ごとに印を付けた測量用の縄を用いて行われた。また、生産性の乏しい山林原野については（税収もあまり期待できないため）、ほとんど実測されることなく歩測や目測に頼ったと言われる。このため、現代の測量技術で土地の測量を行うと、大きな違いが出てくるのである。地籍調査をすると、実際と字限図の広さとでは、2割程度違う場合があるという。
登記法（明治19年8月11日法律第1号）の制定前後、1885年（明治18年）から1889年（明治22年）にわたって、全国の約3分の1の土地について絵図の更正がなされた（全国地押調査事業）。新たに作成された地図を更生図または地押調査図（じおしちょうさず）と称した。さらに、土地台帳規則（明治22年3月22日勅令第39号）制定により新たに作成された「土地台帳」が課税台帳となった。前記の更生図（更正されなかった地域は旧来の字限図）が「土地台帳附属地図」とされた。（当初、土地台帳と附属地図は戸長が管理していたが、後に府県庁（市部）や郡役所（町村部）に移され、1896年（明治29年）に税務署が創設されると税務署に移された。）
それ以降、分筆や合筆等の変更があるたびに、和紙（裏打ちされた美濃紙）の土地台帳付属地図に貼り紙や加筆訂正が行われてきた。地域によっても事情は異なるが、図面が破損したため再製したり、耕地整理や区画整理等が行われ、より精度の高い図面に差し替えられている場合もある。なお、一部の都市では土地台帳付属地図の内容が「地籍図」「土地宝典」等の名称で公刊されている。
1950年、地方税法の制定により地租が廃止されたことに伴い、土地台帳及び附属地図は税務署から法務局（登記所）に移管された。
1960年（昭和35年）、不動産登記法の改正により、土地の表示は土地台帳ではなく、登記簿の表題部に記載されることになった。これにより土地台帳はその存在意義を失った。しかし、これまでの公図は、地籍調査を通じて「不動産登記法第14条第1項に規定する地図」が整備されるまで「地図に準ずる図面」として扱うことになった。
法務局では、昭和40年代に和紙の公図をマイラーに転記し（マイラー公図）、昭和60年代まで使用していた。その後、登記情報のコンピュータ化に伴い、法14条地図や公図の内容はデジタルデータ化されている。
現在では地図、公図のデータは「登記情報提供サービス」によりインターネットで閲覧することができる。従来のマイラー公図や和紙の公図は登記所で保管されており、分筆、合筆の経緯などを調べる必要があるときは各登記所にて利用することができる。
公図は、地租を課すための資料として作成されたもので、現代的な視点から見ると、精度が低く信頼性に欠けている。とはいえ、土地の位置、形状、面積や境界線などを示す有力な資料の一つとなる。

## 法14条地図と公図
法14条地図あるいは法14条1項地図とは、不動産登記法第14条第1項に規定する地図のことである（2005年3月の不動産登記法の全面改正までは第17条に規定されていたため、法17条地図と呼んだ）。法14条地図が備え付けられるまでの間、地図に準ずる図面が備え付けられる。
法14条地図は、一筆又は二筆以上の土地ごとに作成し、各土地の区画を明確にし、地番を表示するものとされる。法14条地図の縮尺は250分の1、500分の1、1000分の1、2500分の1であり、地図に準ずる図面は300分の1又は600分の1のものがある。
阪神・淡路大震災（1995年）後の復興に際して、公図と現況が大きく相違しているため（地図混乱地域）、境界問題で紛糾し、復興事業の支障になる問題が起きていた。被災地以外でも公図と現況のズレが解消できず、マンション建設事業が進まないケースが生じた。
1997年の調査によると、不動産登記法17条（当時）に規定する地図は1,800枚しかなく、地籍図、土地所在図が185万枚、公図は250万枚であった。
登記所備付地図の整備が遅れていることが都市再生を阻害する要因の一つとされ、2003年には内閣に設置された都市再生本部が、全国の都市部における登記所備付地図の整備事業を推進する方針を決定した。2005年10月時点における、法務局（登記所）にある地図・公図の総数は約646万5千枚。うち、地図に準ずる図面は287万枚で、その大半（約207万枚）は、公図（旧土地台帳付属地図）であった（清水他2006 p8）
2018年4月1日時点では全国の登記所にある地図・公図の総数は約722万枚で、登記所備付地図は約407万枚（56.4％）、公図は約315万枚（43.6％）である。（登記所備付地図のうち、地籍調査による地籍図が約301万枚、土地改良事業による土地所在図等が約104万枚、法務局等作成地図が約2.4 万枚）

## 地図、公図の機能・役割
地図、公図の役割は、ある一定の範囲を俯瞰して土地の位置・形状・大きさ等を見ることができることであり、精度の低い図面であったとしても重用されてきたことはいうまでもない。

地積測量図が一筆もしくは数筆ごとの部分的な図面であるのに対し、地図はあるまとまった地域での各筆の位置・形状・大きさ等を一覧するための図面である。また、図面上で地番の位置を検索する機能も有する。

然るに、地図の機能・役割を果たす上で、少なくとも以下の点が要求されることになる。

・国公有地を含め範囲内の登記されている土地は全て作図され、登記されていない土地はその旨が明示されていること。

・可能な限り広い範囲で連続性のある地図が作成されること。または、隣接地区との地図の接続・隣接関係が明らかであること。

しばしば、地籍調査による地籍図もしくは法第14条地図があれば現地境界を復元できるとの説明があるが、地図には境界点間の距離や座標が示されていない。精度の高い境界復元には、筆界点の座標等を記載した面積計算書や地積測量図が必要である。

## 文献
- 新井克美『登記手続における公図の沿革と境界』（テイハン、1984）
- 佐藤甚次郎『公図：読図の基礎』（古今書院、1996 ISBN 4772216626）
- 藤原勇喜『公図の研究〔五訂版〕』（株式会社朝陽会、2007 ISBN 4903059065）
- 森下秀吉『地図の蘇生【公図混乱解消の記録】』（毎日新聞社、1995年 ISBN 4-620-31077-8）
- 清水規廣、松岡直武、佐瀬正俊、出井直樹『Q&A 新しい筆界特定制度』（三省堂、2006年 ISBN 4-385-32274-0）